# Меліде (Галісія)

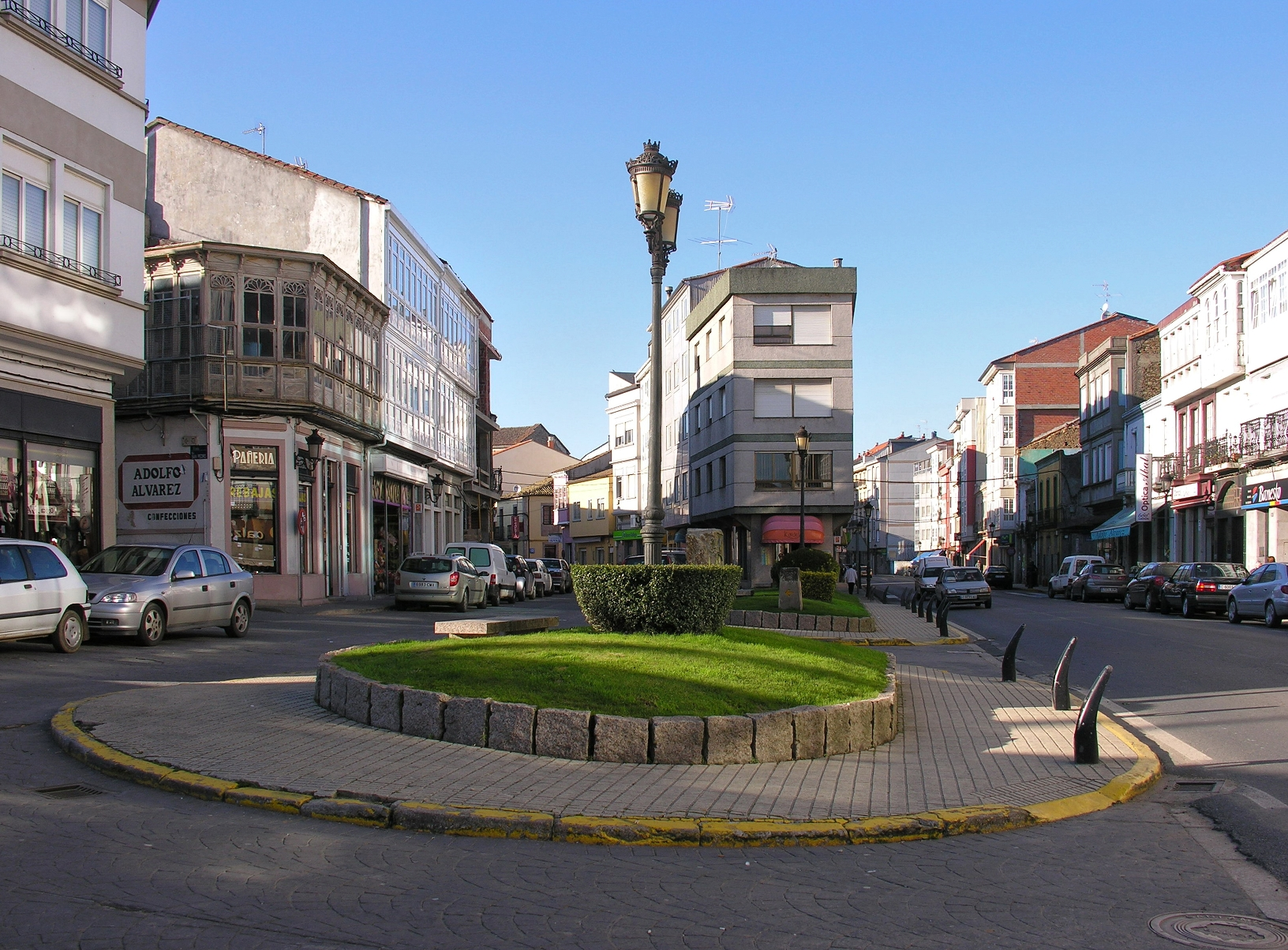
Меліде (2008)

Меліде (гал. Melide, ісп. Mellid) — муніципалітет в Іспанії, у складі автономної спільноти Галісія, у провінції Ла-Корунья. Розташоване на Шляху святого Якова. Населення — 7874 осіб (2009).
Муніципалітет розташований на відстані близько 454 км на північний захід від Мадрида, 58 км на південний схід від Ла-Коруньї.
Муніципалітет складається з таких паррокій: Абеанкос, Ос-Аншелес, Бальтар, О-Баррейро, Кампос, Кастро, Фольядела, Фурелос, Голан, Гондольїн, Гробас, О-Леборейро, Маседа, О-Мейре, Меліде, Мольдес, Оройс, Педроусос, Сан-Сібрао, Сан-Косме-де-Абеанкос, Санта-Марія-де-Меліде, Санталья-де-Агрон, Ас-Варелас, Вітіріс, Шуб'яль, Сас-де-Рей.

## Демографія
Динаміка населення (INE ):

## Галерея зображень

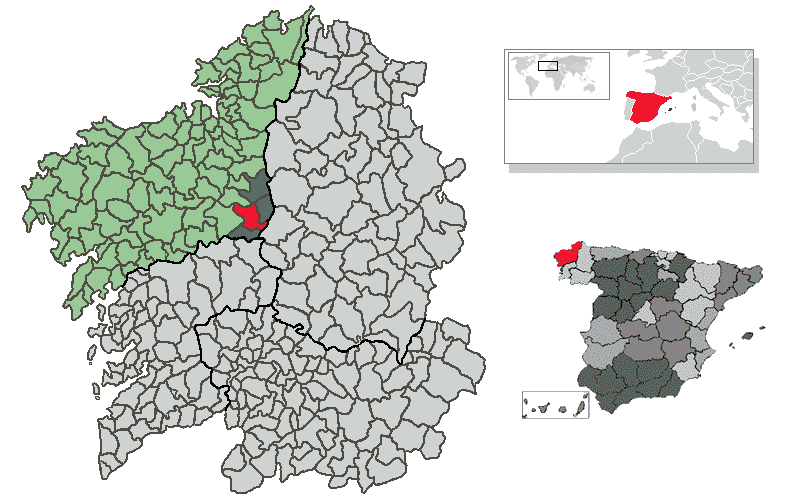
Розташування муніципалітету